# طلا(III) اکسید
اکسید طلا(III) (به انگلیسی: Gold(III) oxide) با فرمول شیمیایی Au۲O۳ یک ترکیب شیمیایی با شناسه پاب‌کِم ۱۶۴۸۰۵ است. که جرم مولی آن ۴۴۱٫۹۳ g/mol می‌باشد. شکل ظاهری این ترکیب، جامد قهوه‌ای و قرمز است.